# 灘崎町
灘崎町（なださきちょう）は、かつて岡山県児島郡にあった町である。2005年（平成17年）3月22日に岡山市に編入され廃止された。現在は同市南区の灘崎地域となっている。本項では町制前の名称である灘崎村（なださきそん）についても述べる。

## 沿革
- 1906年（明治39年）4月1日　児島郡灘村全域と彦崎村の一部（他は現在、倉敷市）が合併し、藤田組（現・DOWAホールディングス）により干拓された児島湾干拓第1工区0.36km2を加え灘崎村が発足する。
- 1949年（昭和24年）4月1日　町制を施行し灘崎町となる。
- 1959年（昭和34年）3月1日　児島郡郷内村植松（他は現在、倉敷市）が編入となる。
- 1964年（昭和39年）　農林省（現・農林水産省）により干拓された児島湾干拓第7工区の一部0.92km2が編入される。
- 2005年（平成17年）3月22日　御津郡御津町とともに岡山市に編入合併。
  - 合併後は、合併後5年間一定の予算編成権を持つ「灘崎町合併特例区」（合併特例区の設置は、同日に設置された御津合併特例区とともに全国初）となり、特別職の区長（任期2年で、岡山市灘崎支所長を兼務する）が置かれ、一定の決定権を持つ特例区協議会が設置された。
- 2009年（平成21年）4月1日　岡山市が政令指定都市に移行し、灘崎地区の行政区は南区となる。灘崎支所は、暫定的に南区役所として活用。
- 2010年（平成22年）
  - 3月21日　灘崎町合併特例区が廃止となる。
  - 3月22日　岡山市への合併以来、旧灘崎町域の大字にあった灘崎町の冠称が外され、同町域の住所が岡山市南区灘崎町○○から岡山市南区○○に変更される。

## 出身有名人
- 中西圭三 - シンガーソングライター
- 岩本ナオ - 漫画家
- 佐野恵太 - プロ野球選手(横浜DeNAベイスターズ)